# 蒂娜·努德隆德
蒂娜·努德隆德（瑞典語：Tina Nordlund，1977年3月19日—），瑞典女子足球运动员。她曾代表瑞典国家队参加1999年国际足联女子世界杯和2000年夏季奥林匹克运动会，均未进入前三名。